# خاچابازاری وانک
خاچابازاری وانک (ارمنی: Խաչբազարի վանք؛ انگلیسی: Khachbazar) یک صومعه متعلق به کلیسای حواری ارمنی واقع در شهر گاندزاکار، استان تاووش ارمنستان می‌باشد. ساخت و ساز این ساختمان در سال ۱۲۸۶ میلادی؛ به پایان رسید. این بنا به سبک معماری ارمنی طراحی شده است.